# ColoQuick
Das Team ColoQuick ist ein dänisches Radsportteam mit Sitz in Skive.

## Organisation und Geschichte
Die Mannschaft wurde 2005 gegründet und ist seitdem mit Ausnahme der Jahre 2009 und 2011 als UCI Continental Team lizenziert. Haupteinsatzgebiet des Teams sind vorrangig die Rennen der UCI Europe Tour und des nationalen Kalenders.
Bekanntester ehemaliger Fahrer des Teams ist Jonas Vingegaard, der 2015 und 2016 für das Team an den Start ging.

## Saison 2025
Mannschaft
| Teamkader 2025               | Teamkader 2025     | Teamkader 2025      | Teamkader 2025                                |
| Name                         | Geburtsdatum       | Land                | Vorheriges Team                               |
| ---------------------------- | ------------------ | ------------------- | --------------------------------------------- |
| Malte Hellerup               | 7. April 2004      | Dänemark            | Aalborg-Sparekassen Danmark (2024)            |
| Tobias Hansen                | 10. März 2002      | Dänemark            | BHS-PL Beton Bornholm (2024)                  |
| Tore Troelsen                | 17. Juni 2005      | Dänemark            | CeramicSpeed Herning CK Junior (2023)         |
| Anders Vos Sørensen          | 11. März 2004      | Dänemark            | Team Mascot Workwear (2022)                   |
| Mads Bertram Kristensen      | 4. April 2006      | Königreich Dänemark | CeramicSpeed Herning CK Junior (2024)         |
| Tobias Svarre                | 19. Juli 2004      | Dänemark            | Team NPV-Carl Ras Roskilde Junior (2022)      |
| Emil Toudal                  | 28. Mai 1996       | Dänemark            | BHS-PL Beton Bornholm (2022)                  |
| Magnus Lorents Nielsen       | 23. November 2003  | Dänemark            | Team Sparekassen Danmark Aalborg (2022)       |
| Otto Schultz Jølving         | 25. September 2006 | Königreich Dänemark | Team Mascot Workwear (2024)                   |
| Adam Holm Jørgensen          | 1. September 2002  | Dänemark            | Hagens Berman Jayco (2024)                    |
| Joshua Gudnitz               | 19. August 2001    | Dänemark            | BHS-PL Beton Bornholm (2021)                  |
| Morten Nørtoft               | 5. September 2002  | Dänemark            | Team Visma \| Lease a Bike Development (2024) |
| Conrad Haugsted              | 13. Januar 2005    | Dänemark            | Team NPV-Carl Ras Roskilde Junior (2023)      |
| Nikolaj Ankerstjerne Klausen | 21. November 2006  | Königreich Dänemark | Team Uno-X-Carl Ras Roskilde Junior (2024)    |
|                              |                    |                     |                                               |
| Quelle: ProCyclingStats      |                    |                     |                                               |

Erfolge
| Siege    | Siege                                | Siege      | Siege         | Siege           | Siege |
| Datum    | Rennen                               | Staat      | Klasse        | Sieger          |       |
| -------- | ------------------------------------ | ---------- | ------------- | --------------- | ----- |
| 29. Apr. | Tour de Bretagne Cycliste, 5. Etappe | Frankreich | 2.2           | Emil Toudal     |       |
| 8. Jun.  | Pinse Cup, 2. Etappe                 | Dänemark   | DCU licensløb | Conrad Haugsted |       |
| 14. Jun. | DCU Cup, 2. Etappe                   | Dänemark   | DCU licensløb | Morten Nørtoft  |       |

## Erfolge ab 2017
| Rennserie                 | 2017 | 2018 | 2019 | 2020 | 2021 | 2022 | 2023 | 2024 |
| ------------------------- | ---- | ---- | ---- | ---- | ---- | ---- | ---- | ---- |
| UCI ProSeries             | -    | -    | -    | -    | -    | -    | -    | -    |
| UCI Continental Circuits  | 1    | 6    | 7    | -    | 2    | 4    | 1    | 1    |
| nationale Meisterschaften | -    | 1    | 1    | -    | -    | 1    | -    | 1    |

## Saisons 2010 bis 2016
- ColoQuick-Cult/Saison 2016
- Team ColoQuick/Saison 2015
- Team Designa Køkken-Knudsgaard/Saison 2014
- Designa Køkken-Knudsgaard/Saison 2013
- Designa Køkken-Knudsgaard/Saison 2012
- Team Designa Køkken-Blue Water/Saison 2010

## Platzierungen in UCI-Ranglisten
Platzierungen in der UCI-Weltrangliste
| World Ranking | World Ranking | World Ranking                      | World Ranking |
| Jahr          | Teamwertung   | Einzelwertung                      |               |
| ------------- | ------------- | ---------------------------------- | ------------- |
| 2016          | —             | Jonas Vingegaard (683. )           |               |
| 2017          | —             | Torkil Veyhe (533. )               |               |
| 2018          | —             | Emil Vinjebo (305. )               |               |
| 2019          | 54.           | Niklas Larsen (151. )              |               |
| 2020          | 89.           | Anthon Charmig (439. )             |               |
| 2021          | 80.           | Mads Østergaard Kristensen (630. ) |               |
| 2022          | 82.           | Sebastian Kolze Changizi (428. )   |               |
| 2023          | 76.           | Henrik Pedersen (551. )            |               |
| 2024          | 102.          | Pelle Køster (773. )               |               |
|               |               |                                    |               |
| Quelle: UCI   |               |                                    |               |

UCI Africa Tour
| Saison    | Mannschaftswertung | Fahrerwertung       |
| --------- | ------------------ | ------------------- |
| 2009      | –                  | -                   |
| 2010      | 9.                 | Michael Reihs (65.) |
| 2012-2016 | –                  | -                   |

UCI America Tour
| Saison    | Mannschaftswertung | Fahrerwertung         |
| --------- | ------------------ | --------------------- |
| 2009-2014 | –                  | -                     |
| 2015      | 28.                | Alexander Kamp (128.) |
| 2016      | –                  | -                     |

UCI Asia Tour
| Saison    | Mannschaftswertung | Fahrerwertung          |
| --------- | ------------------ | ---------------------- |
| 2008      | 19.                | Alex Rasmussen (15.)   |
| 2009      | 49.                | Kim Nielsen (219.)     |
| 2010      | –                  | -                      |
| 2012      | –                  | -                      |
| 2013      | 67.                | Philip Nielsen (295.)  |
| 2014-2015 | –                  | -                      |
| 2016      | 38.                | Jonas Vingegaard (83.) |

UCI Europe Tour
| Saison | Mannschaftswertung | Fahrerwertung               |
| ------ | ------------------ | --------------------------- |
| 2005   | 74.                | Michael Reihs (224.)        |
| 2006   | 73.                | Chris Anker Sørensen (227.) |
| 2007   | 31.                | René Jørgensen (62.)        |
| 2008   | 30.                | Jakob Fuglsang (42.)        |
| 2009   | 15.                | Aleksejs Saramotins (10.)   |
| 2010   | 50.                | Sergei Firsanow (85.)       |
| 2012   | 124.               | Alexander Mørk (1113.)      |
| 2013   | 110.               | Rolf Broge (528.)           |
| 2014   | 117.               | Rolf Broge (749.)           |
| 2015   | 51.                | Alexander Kamp (58.)        |
| 2016   | 113.               | Aske Vorre (1071.)          |
| 2017   | 53.                | Torkil Veyhe (296.)         |
| 2018   | 38.                | Emil Vinjebo (158.)         |